# Maybe I'm Dreaming
Maybe I'm Dreaming – перший студійний альбом американського сінті-поповогу проекту Owl City музиканта Адама Янга. Був виданий 16 грудня 2008 року. Незважаючи, що альбом був виданий власними силами Адама Янга, без залучення музичних лейблів, платівка спромоглася пробитися у Топ 20 Electronic Music Album Chart журналу Billboard. Сьомий трек під назвою The Technicolor Phase увійшов до офіційного саундтреку фільму Аліса в Країні Чудес під назвою Almost Alice.
Після успіху альбому Ocean Eyes, реліз Maybe I'm Dreaming був перевиданий на лейблі Universal Republic.

## Список пісень
Слова та музика - Адам Янг. 
| #   | Назва                                                    | Тривалість |
| --- | -------------------------------------------------------- | ---------- |
| 1.  | «On the Wing»                                            | 5:04       |
| 2.  | «Rainbow Veins»                                          | 4:40       |
| 3.  | «Super Honeymoon»                                        | 3:22       |
| 4.  | «The Saltwater Room» (featuring Breanne Duren on Vocals) | 4:52       |
| 5.  | «Early Birdie»                                           | 4:16       |
| 6.  | «Air Traffic»                                            | 3:01       |
| 7.  | «The Technicolor Phase»                                  | 4:27       |
| 8.  | «Sky Diver»                                              | 2:48       |
| 9.  | «Dear Vienna»                                            | 3:58       |
| 10. | «I'll Meet You There»                                    | 4:19       |
| 11. | «This Is the Future»                                     | 2:51       |
| 12. | «West Coast Friendship»                                  | 4:04       |

## Позиції у чартах
| Чарт (2009)                            | Найвище місце |
| -------------------------------------- | ------------- |
| U.S. Billboard Dance/Electronic Albums | 13            |
| UK Top 40 Dance Albums                 | 33            |